# جائزة إكس روكو
جائزة اكس ركو هي جائزة سنوية تمنح من منظمة نقاد الأعمال الإباحية للأشخاص العاملين في مجال الأعمال الإباحية. بعض الأشخاص والأعمال الفنية الإباحية يتم عرضها في صالة العرض الخاصة بالجائزة خلال مراسم منح الجائزة.

## روابط خارجية
- جائزة إكس روكو على موقع IMDb (الإنجليزية)